# فرودگاه کیک‌ویت
فرودگاه کیک‌ویت (به انگلیسی: Kikwit Airport) یک فرودگاه همگانی با کد یاتا KKW است که یک باند فرود آسفالت دارد و طول باند آن ۱۵۷۰ متر است. این فرودگاه در شهر کیک‌ویت، جمهوری دموکراتیک کنگو کشور جمهوری دموکراتیک کنگو قرار دارد و در ارتفاع ۴۷۹ متری از سطح دریا واقع شده است.